# Utricularia dunlopii
Utricularia dunlopii är en tätörtsväxtart som beskrevs av Peter Geoffrey Taylor. Utricularia dunlopii ingår i släktet bläddror, och familjen tätörtsväxter. Inga underarter finns listade i Catalogue of Life.